# Diga di Moiry
La diga di Moiry è una diga ad arco situata in Svizzera, nel canton Vallese nella val d'Anniviers.

## Descrizione
Ha un'altezza di 148 metri, che ne fa la decima più alta della Svizzera. Il coronamento è lungo 610 metri. Il volume della diga è di 815.000 metri cubi.
Il bacino creato dalla diga, il lago di Moiry, ha un volume massimo di 78 milioni di metri cubi, una lunghezza di 2,4 km e un'altitudine massima di 2249 m s.l.m. Lo sfioratore ha una capacità di 60 metri cubi al secondo.
Le acque del lago vengono sfruttate dall'azienda Forces Motrices de la Gougra SA di Sierre.

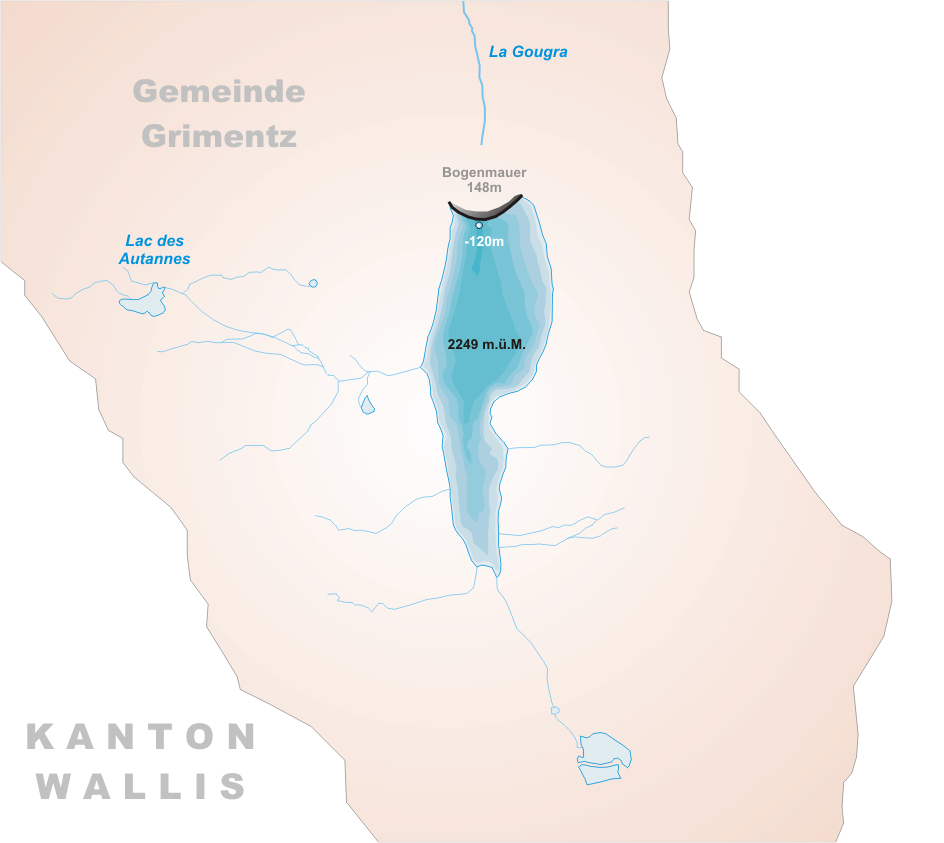
Mappa del lago

## Galleria d'immagini

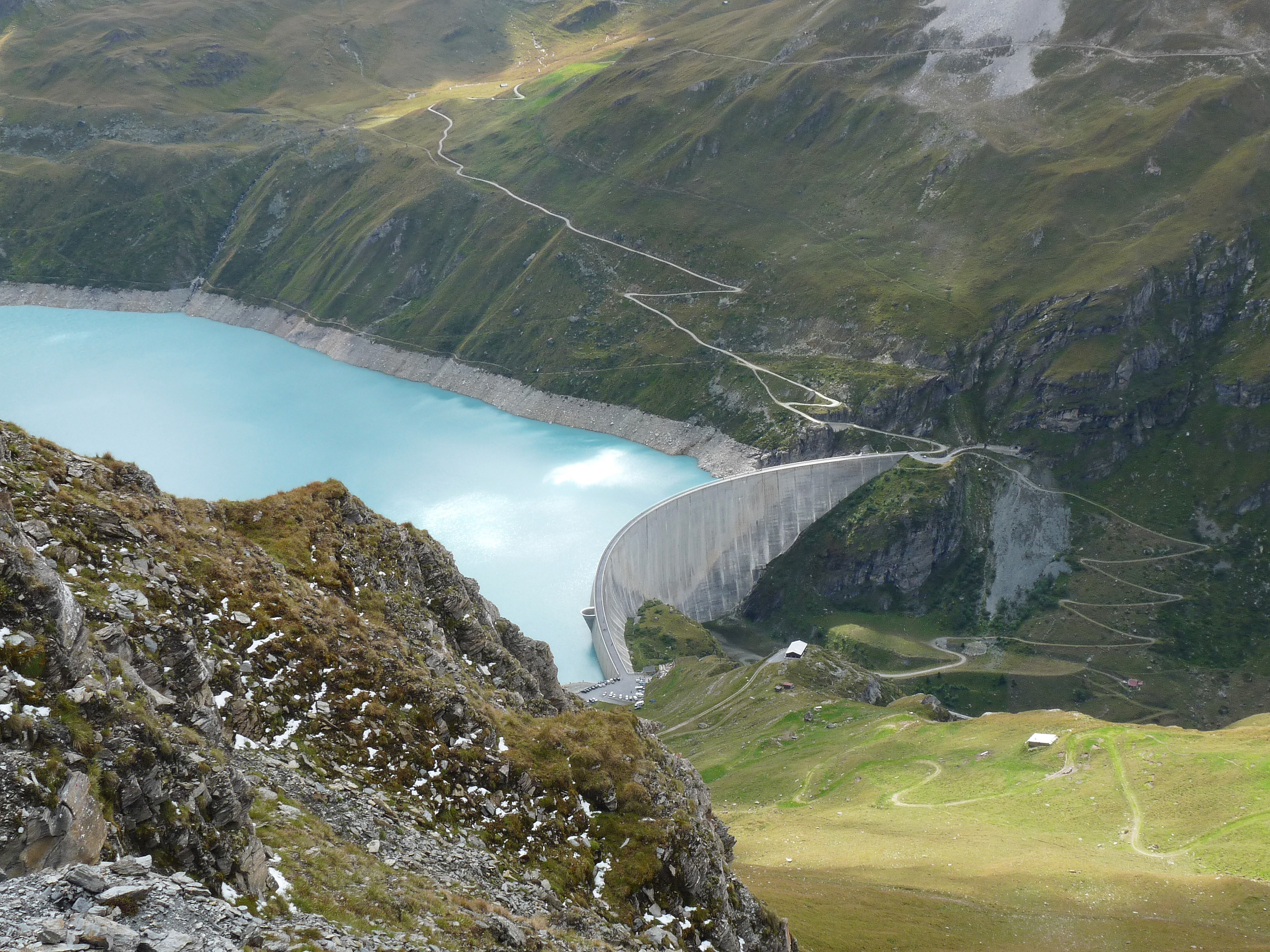
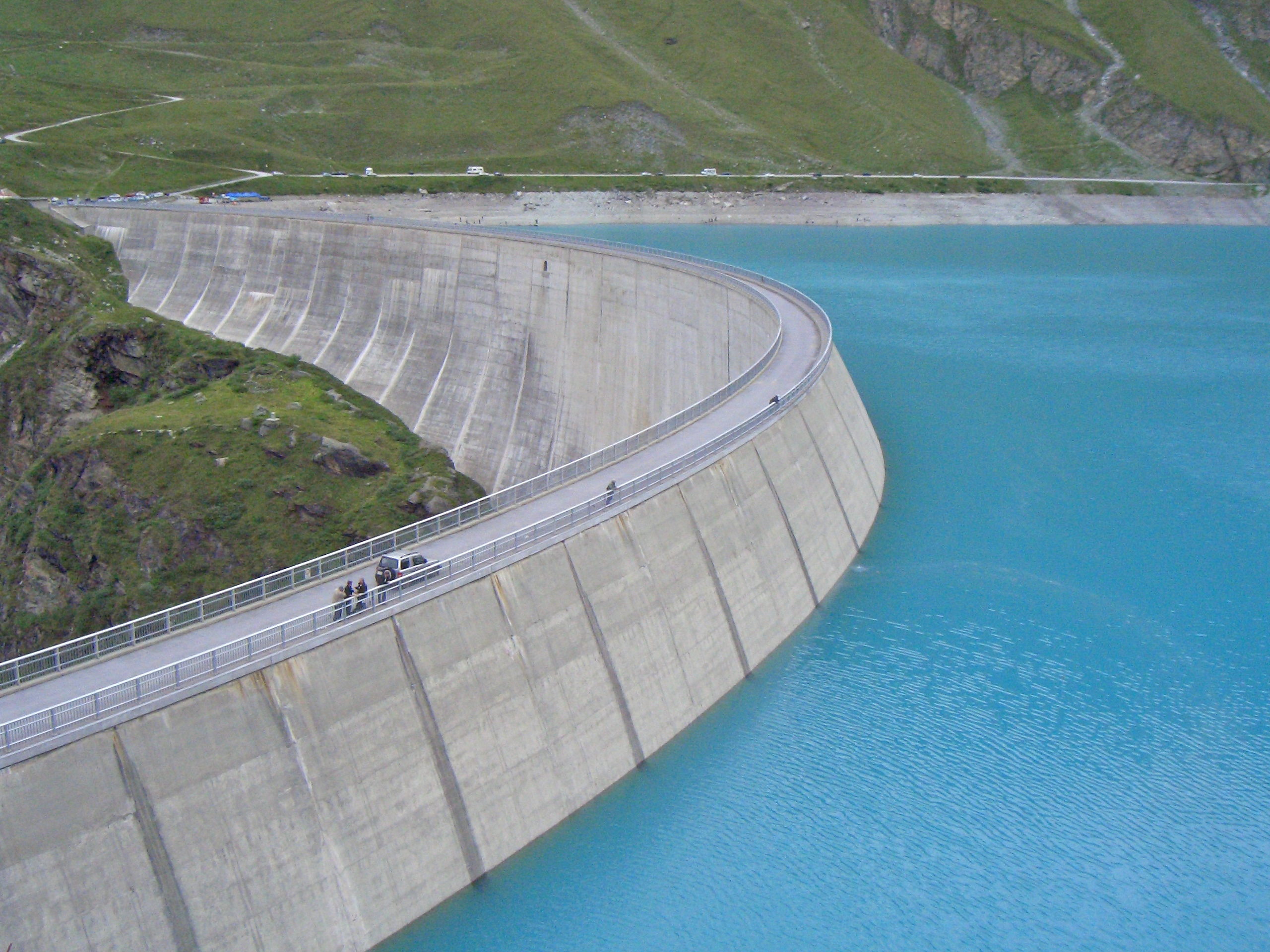
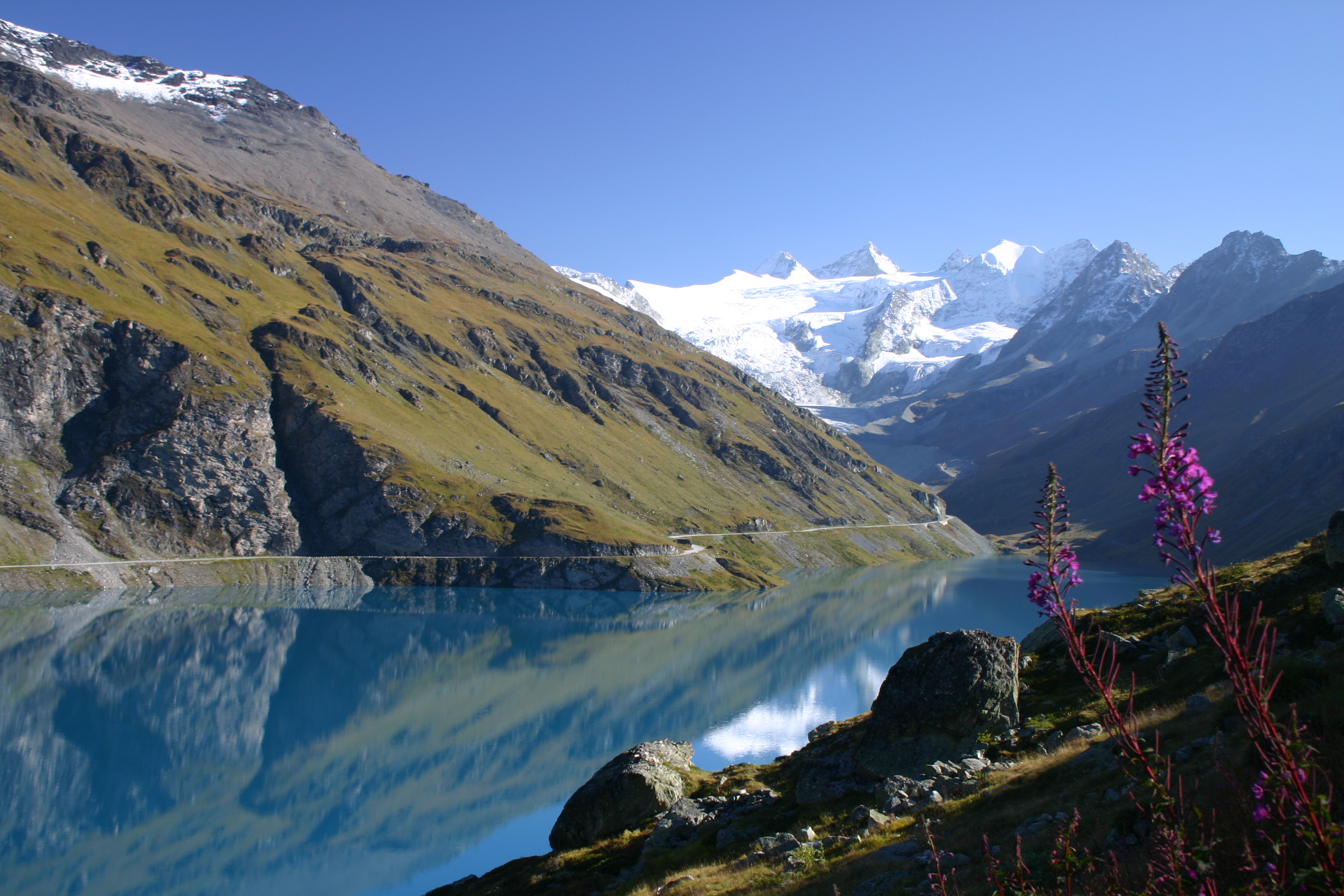
Il lago
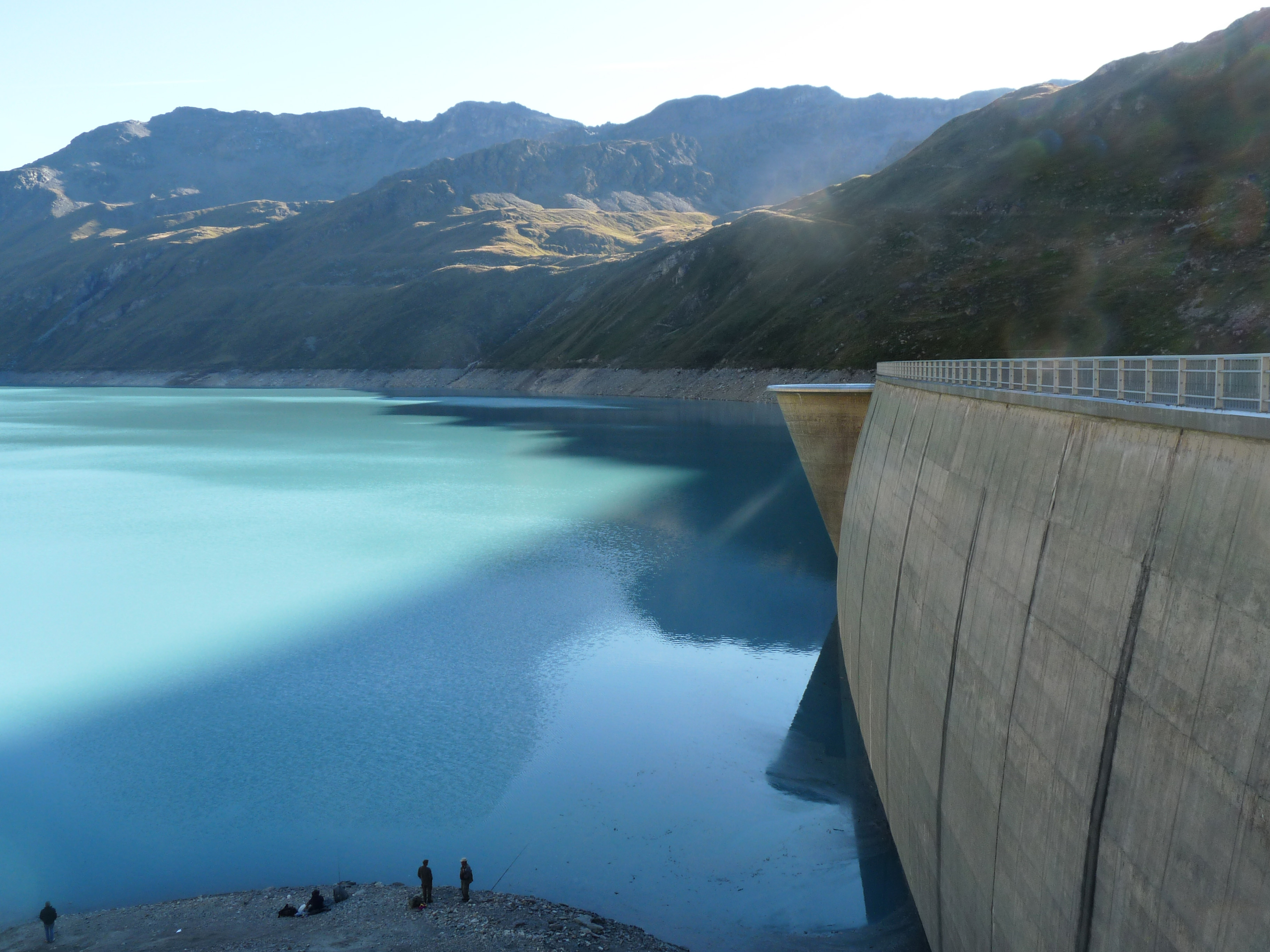
Lago e sfioratore sulla diga